# Spišská Nová Ves (distrito)
O Distrito de Spišská Nová Ves (eslovaco: Okres Spišská Nová Ves) é uma unidade administrativa da Eslováquia Oriental, situado na Košice (região), com 93.516 habitantes (em 2001) e uma superfície de 587 km². Sua capital é a cidad de Spišská Nová Ves.

## Demografia
| Ano:        | 1994   | 2004   | 2014   | 2024   |
| ----------- | ------ | ------ | ------ | ------ |
| Broj ljudi: | 88 693 | 95 144 | 98 869 | 98 670 |
| Razlika:    |        | +7,27% | +3,91% | -0,20% |

| Ano:               | 2023   | 2024   |
| ------------------ | ------ | ------ |
| Número de pessoas: | 98 556 | 98 670 |
| Diferença:         |        | +0,11% |

## Cidades
- Krompachy
- Spišská Nová Ves (capital)
- Spišské Vlachy

## Municípios
- Arnutovce
- Betlanovce
- Bystrany
- Danišovce
- Harichovce
- Hincovce
- Hnilčík
- Hnilec
- Hrabušice
- Chrasť nad Hornádom
- Iliašovce
- Jamník
- Kaľava
- Kolinovce
- Letanovce
- Lieskovany
- Markušovce
- Matejovce nad Hornádom
- Mlynky
- Odorín
- Olcnava
- Oľšavka
- Poráč
- Rudňany
- Slatvina
- Slovinky
- Smižany
- Spišské Tomášovce
- Spišský Hrušov
- Teplička
- Vítkovce
- Vojkovce
- Žehra